# Mistrovství světa v atletice 2009 – Ženy 200 metrů
Běh na 200 metrů žen na Mistrovství světa v atletice 2009 se uskutečnil 19., 20. a 21. srpna. Ve finálovém běhu zvítězila americká atletka Allyson Felixová časem 22,02 s.

## Výsledky finálového běhu
| *                | Sportovec                      | Čas     |
| ---------------- | ------------------------------ | ------- |
| Zlatá medaile    | Allyson Felixová               | 22,02 s |
| Stříbrná medaile | Veronica Campbellová-Brownová  | 22,35 s |
| Bronzová medaile | Debbie Fergusonová-McKenzieová | 22,41 s |
| 4                | Muna Lee                       | 22,48 s |
| 5                | Anneisha McLaughlin            | 22,62 s |
| 6                | Simone Facey                   | 22,80 s |
| 7                | Emily Freeman                  | 22,98 s |
| 8                | Eleni Artymata                 | 23,05 s |